# Пяксте
Пя́ксте (ест. Päkste küla) — село в Естонії, у волості Кастре повіту Тартумаа.

## Населення
Чисельність населення на 31 грудня 2011 року становила 83 особи.

## Географія
Через населений пункт проходить автошлях 22140 (Тирванді — Ройу — Унікюла).

## Історія
До 24 жовтня 2017 року село входило до складу волості Гааслава.